# جایزه حلقه منتقدان فیلم منطقه خلیج سانفرانسیسکو برای بهترین فیلم خارجی زبان
جایزه حلقه منتقدان فیلم منطقه خلیج سانفرانسیسکو برای بهترین فیلم خارجی زبان (انگلیسی: San Francisco Bay Area Film Critics Circle Award for Best Foreign Language Film) توسط حلقه منتقدان فیلم سان‌فرانسیسکو ارائه شده است، بهترین دستاوردهای فیلمسازی و فیلم را گرامی می‌دارد.

## برندگان

### دهه ۲۰۰۰
| سال  | "برنده""                   | کشور          | کارگردان (های)               |
| ---- | -------------------------- | ------------- | ---------------------------- |
| ۲۰۰۲ | و همچنین مادرت             | مکزیک         | آلفونسو کوارون               |
| ۲۰۰۳ | پسر (فیلم ۲۰۰۲)            | بلژیک         | برادران دارد و برادران داردن |
| ۲۰۰۴ | ماریا سرشار از برکت        | کلمبیا/آمریکا | جوشوا مارستون                |
| ۲۰۰۵ | پنهان (فیلم ۲۰۰۵)          | اتریش/فرانسه  | میشائل هانکه                 |
| ۲۰۰۶ | هزارتوی پن                 | مکزیک         | گیرمو دل تورو                |
| ۲۰۰۷ | لباس غواصی و پروانه (فیلم) | فرانسه/آمریکا | جویان آشنابل                 |
| ۲۰۰۸ | آدم درست را راه بده        | سوئد          | توماس آلفردسون               |
| ۲۰۰۹ | شما، زنده‌ها                | سوئد          | روی آندرشون                  |

### دهه 2010[۱]
| سال  | "برنده""                 | کشور               | "کارگردان (های)"" |
| ---- | ------------------------ | ------------------ | ----------------- |
| ۲۰۱۰ | مادر (فیلم ۲۰۰۹)         | کره جنوبی          | بونگ جون-هو       |
| ۲۰۱۱ | کپی برابر اصل            | فرانسه             | عباس کیارستمی     |
| ۲۰۱۲ | عشق (فیلم ۲۰۱۲)          | اتریش/فرانسه/آلمان | میشائل هانکه      |
| ۲۰۱۳ | زندگی ادل                | فرانسه             | عبداللطیف کشیش    |
| ۲۰۱۴ | آیدا (فیلم ۲۰۱۳)         | لهستان/دانمارک     | پاوئو پاولیکوفسکی |
| ۲۰۱۵ | پسر شائول                | مجارستان           | لاسلو نمش         |
| ۲۰۱۶ | کنیز (فیلم ۲۰۱۶) (آغاسی) | کره جنوبی          | پارک چان-ووک      |
| ۲۰۱۷ | ۱۲۰ تپش در دقیقه         | فرانسه             | ربان کامپیلو      |
| ۲۰۱۸ | رما (فیلم ۲۰۱۸)          | مکزیک              | آلفونسو کوارون    |
| ۲۰۱۹ | انگل (فیلم ۲۰۱۹)         | کره جنوبی          | بونگ جون-هو       |

### دهه 2020[۲]
| سال  | "برنده""           | کشور    | کارگردان (های)   |
| ---- | ------------------ | ------- | ---------------- |
| ۲۰۲۰ | یک دور دیگر (فیلم) | دانمارک | توماس وینتربرگ   |
| ۲۰۲۱ | ماشینم را بران     | ژاپن    | ریوسوکی هاماگوچی |